# Oceanische witpunthaai
De oceanische witpunthaai of ook wel kortweg witpunthaai (Carcharhinus longimanus) is een haai uit het geslacht Carcharhinus, de familie Carcharhinidae. Deze haaien hebben een lang en gestroomlijnd lichaam en een lange slanke staartvin met een gelobde punt.

## Herkenning
De oceanische witpunthaai is te herkennen aan de lange vinnen met afgeronde witte punten. Anders dan de witpuntrifhaai heeft deze haai ook witte punten aan de borstvinnen en aan de onderlob van de staartvin. Vooral de borstvinnen zijn erg lang. De bovenzijde van zijn lichaam is grijs of bruinachtig, de onderzijde wit. De lengte varieert van 175 tot maximaal 375 centimeter. De haai komt vooral voor in de Grote en Indische Oceaan en Rode Zee. Hij wordt vaak vergezeld door loodsmannetjes (Naucrates ductor).

## Gedrag en relatie tot de mens
De oceanische witpunthaai zwemt constant - dag en nacht - traag dicht aan het oppervlak, met zijn borstvinnen wijd uitgestrekt. Bij concurrentie om voedsel kan hij naar andere haaien agressief zijn. De witpunthaai komt voor in alle oceanen, in open zee in tropische en subtropische gebieden, en meest frequent in de Grote en Indische oceaan en Rode Zee. Het voedsel bestaat voornamelijk uit vis en inktvis. De witpunthaai geldt samen met de witte haai, de tijgerhaai en de stierhaai als een van de gevaarlijkste haaiensoorten voor de mens. Hij zou al meer mensen hebben aangevallen dan alle andere haaiensoorten samen en vormde vooral een bedreiging voor schipbreukelingen en overlevenden van neergestorte vliegtuigen tijdens de Tweede Wereldoorlog midden op zee. Volgens het overzicht op de lijst van het ISAF (waarin schipbreuken zijn uitgezonderd) staat hij op nummer 17, met vijf niet uitgelokte aanvallen op mensen (tussen 1580 en 2008!), waarvan er maar één met dodelijke afloop. Bij deze lijst moet echter wel worden aangetekend dat veel slachtoffers de precieze haaiensoort slechts zelden herkennen en dat het zelfs voor deskundigen moeilijk is om soorten van het geslacht Carcharhinus te identificeren.

### Haai is zelf kwetsbaar geworden
Deze haai is levendbarend. De 1 tot 15 jongen worden ongeveer een jaar lang in de baarmoeder via een navelstreng gevoed. Vanwege zijn lange vinnen is deze haai gewild bij vissers, vooral als ingrediënt voor haaienvinnensoep (zie ook finning). Door de trage voortplanting (haaien zijn draagkrachtstrategen) is hij gevoelig voor overbevissing. De soort stond daarom in 2015 op de Rode Lijst van de IUCN als kwetsbaar. In 2017 is de status veranderd in ernstig bedreigd ("kritiek"). Uit onderzoek gepubliceerd in 2017 bleek een achteruitgang met meer dan 80% in de tijdspanne van drie generaties (61 jaar).
Het Verdrag van Cartagena en het SPAW-protocol verbieden in het Caribisch gebied het doden, beschadigen of commercieel verhandelen van deze vissen.
Zwartsnuithaai (C. acronotus) · Zilverpunthaai (C. albimarginatus) · Grootsnuithaai (C. altimus) · Sierlijke haai (C. amblyrhynchoides) · Grijze rifhaai (C. amblyrhynchos) · Varkensooghaai (C. amboinensis) · Borneohaai (C. borneensis) · Koperhaai (C. brachyurus) · Tolhaai (C. brevipinna) · Nerveuze haai (C. cautus) · Pacifische kleinstaarthaai (C. cerdale) · Witwanghaai (C. dussumieri) · Zijdehaai (C. falciformis) · Kreekhaai (C. fitzroyensis) · Galapagoshaai (C. galapagensis) · Pondicherryhaai (C. hemiodon) · Fijntandhaai (C. isodon) · Gladtandzwarttiphaai (C. leiodon) · Stierhaai (C. leucas) · Zwartpunthaai (C. limbatus) · Oceanische witpunthaai (C. longimanus) · Hardsnuithaai (C. macloti) · C. macrops · Zwartpuntrifhaai (C. melanopterus) · Schemerhaai (C. obscurus) · Caribische rifhaai (C. perezii) · Zandbankhaai (C. plumbeus) · Atlantische kleinstaarthaai (C. porosus) · Zwartstiphaai (C. sealei) · Nachthaai (C. signatus) · Vlekstaarthaai (C. sorrah) · Australische zwartpunthaai (C. tilstoni)